# Милья, Луис
Луис Милья Аспас (исп. Luis Milla Aspas; род. 12 марта 1966, Теруэль) — испанский футболист и футбольный тренер. Выступал на позиции опорного полузащитника.
За свою 16-летнюю профессиональную карьеру он представлял три команды, в том числе «Барселону» и «Реал Мадрид», выиграл три титула чемпиона Ла Лиги (один с «Барселоной» и два с «Реалом»), в итоге сыграл 337 матчей и забил 11 голов.
Милья позже работал в качестве тренера, руководя различными молодёжными сборными Испании в течение нескольких лет.

## Карьера игрока
Милья родился в Теруэле, Арагон. После окончания футбольной академии «Барселоны» он дебютировал в Ла Лиге в сезоне 1984/85, забив в своём единственном матче в кампании в ворота «Реал Сарагоса», «Барса» выпустила на матч состав из молодых игроков в связи с всеобщей забастовкой.
Милья был переведён в первую команду в 1988 году, два года спустя у него начались разногласия с советом директоров и тренером Йоханом Кройфом, в итоге всё закончилось его бесплатным трансфером в «Реал Мадрид». Он был тяжело травмирован в своём первом сезоне, но после выздоровления стал важным звеном первой команды и помог в завоевании двух чемпионств и одного Кубка Испании, он довольно часто играл даже после покупки в 1994 году Фернандо Редондо.
Милья закончил свою карьеру в июне 2001 года после четырёх лет в «Валенсии» с более чем 400 официальными матчами на профессиональном уровне. В течение трёх месяцев, начиная с конца 1989 года, он сыграл три матча за сборную Испании, первый — против Венгрии в отборочном матче чемпионата мира 1990.

## Тренерская карьера
В сезоне 2007/08 Милья впервые попробовал себя как профессиональный тренер, работая с бывшим товарищем по «Барселоне» и «Реалу» Микаэлем Лаудрупом в «Хетафе». Следующим летом он был назначен тренером сборной Испании до 19 лет после назначения Висенте дель Боске тренером старшей команды.
В своём первом турнире, чемпионате Европы 2009 года, команда не прошла групповой этап. В 2010 году во Франции, однако он вывел Испанию в финал, где она потерпела поражение от хозяев.
Позже в том же году Милья заменил Хуана Рамона Лопеса Каро у руля сборной до 21 года. Несмотря на проявленное к нему недоверие, он сумел квалифицироваться с национальной сборной на чемпионат Европы 2011 года после победы над Хорватией в двухматчевом плей-офф.
В заключительной стадии в Дании Милья привёл Испанию U-21 к их третьему титулу, команда пропустила всего лишь два гола в пяти играх (четыре победы и лишь одна ничья). Он был уволен после того, как его команда не смогла преодолеть групповой этап на летних Олимпийских играх 2012 года.
В феврале 2013 года Милья был назначен тренером клуба чемпионата ОАЭ «Аль-Джазира». Свой первый матч он провёл в Лиге чемпионов АФК против иранского «Трактор Сази», его команда проиграла со счётом 3:1. По итогам группового этапа «Аль-Джазира» всё-таки обошла «Трактор Сази», но вылетела с третьего места. 25 октября он ушёл в отставку.
В июне 2015 года стал тренером «Луго». 24 февраля 2016 года подал в отставку со своего поста, ссылаясь на личные причины, команда шла на 12-м месте в Сегунде после 26 туров. В следующем сезоне он возглавил другой клуб Сегунды, «Реал Сарагоса». Однако после четырёх месяцев у руля клуба и шести матчей без побед его уволили.
21 января 2017 года Милья сменил Альфреда Ридля на посту тренера национальной сборной Индонезии, подписав контракт на два года. В октябре 2018 года Футбольная ассоциация Индонезии разорвала контракт с Мильей.
19 августа 2022 года был назначен главным тренером «Персиб Банджунг». 15 июля 2023 года покинул клуб после неубедительного старта сезона.